# Lúcia Alves
Lúcia Alves da Silva (Rio de Janeiro, 4 de outubro de 1948 – Rio de Janeiro, 24 de abril de 2025) foi uma atriz brasileira.

## Biografia
Atriz de grande apelo popular na televisão, Lúcia Alves começou sua carreira artística no cinema, em meados da década de 1960, Dirigido por J.B. Tanko em 1965, Um Ramo para Luíza marcou o início da trajetória artística de Lúcia Alves. Começava aí uma carreira marcante dessa atriz que fez da televisão seu principal veículo, mas que não deixou de atuar também no teatro e no cinema.
A estreia em novelas foi na TV Tupi em Enquanto Houver Estrelas, de Mário Brasini, em 1969, mas a consagração veio mesmo como a índia Potira em Irmãos Coragem, marco de Janete Clair em 1970. Após o casamento com o confeccionista Fred Schleisinger, em 29 de julho de 1973, numa cerimônia que contou com Zilka Salaberry e Edney Giovenazzi de padrinhos, Lúcia desfruta de bons momentos na teledramaturgia como a protagonista Helena, de 1975, adaptação de Gilberto Braga baseada no romance homônimo de Machado de Assis, e a Veroca, de Plumas & Paetês, escrita por Cassiano Gabus Mendes em 1980.
No cinema, deu continuidade à carreira sendo dirigida novamente por J.B. Tanko em Pais Quadrados, Filhos Avançados, Estranho Triângulo, de Pedro Camargo, e O Homem da Cabeça de Ouro, de Alberto Pieralisi – todos da década de 1970.
Nos anos 1980, Lúcia Alves atua em Tortura Cruel, filme dirigido pelo popular e cultuado Tony Vieira, e tem bom momento também em Lua Cheia, de Alain Fresnot. Depois de participar de apenas um filme na década de 1990, Fica Comigo, de Tizuka Yamasaki, Lúcia Alves entra os anos 2000 com o pé direito. A atriz está em Quase Dois Irmãos, de Lúcia Murat, e com grande destaque no adorável Bendito Fruto (2004), de Sérgio Goldenberg – um dos melhores filmes dessa primeira metade de década. Por sua composição da cabeleireira Telma, Lúcia Alves recebeu o prêmio de Melhor Atriz Coadjuvante no Festival de Brasília de 2004 — primeiro prêmio na sua carreira cinematográfica.
Em 2007, integrou o elenco do humorístico Sob Nova Direção e fez uma participação especial no seriado Toma Lá, Dá Cá.
Lúcia Alves, em 2009, foi contratada pelo SBT para participar da novela Uma Rosa Com Amor. Inspirada na trama de Vicente Sesso — exibida na TV Globo entre 18 de outubro de 1972 e 3 de julho de 1973 —, a nova versão de Uma Rosa Com Amor foi escrita por Tiago Santiago, com colaboração de Renata Dias Gomes. A novela, dirigida por Del Rangel, estreou em março de 2010.

## Vida pessoal
Lúcia era filha do bancário Almir Alves da Silva e da psicóloga Edy Pinheiro Alves. Foi casada por cerca de 20 anos com o comerciante Fred Schleisinger, com quem teve uma filha. Morreu no dia 24 de abril de 2025, aos 76 anos, após dez dias internada; a atriz tratava-se de um câncer no pâncreas.

## Filmografia

### Televisão
| Ano     | Título                                   | Personagem                    | Notas                                   | Emissora      |
| ------- | ---------------------------------------- | ----------------------------- | --------------------------------------- | ------------- |
| 1969    | Enquanto Houver Estrelas                 | Joana                         |                                         | Rede Tupi     |
| 1969    | Verão Vermelho                           | Geralda                       |                                         | TV Globo      |
| 1970    | Irmãos Coragem                           | Índia Potira                  |                                         | TV Globo      |
| 1971    | O Homem Que Deve Morrer                  | Tula                          |                                         | TV Globo      |
| 1972    | Bicho do Mato                            | Sílvia Chaves Nogueira        |                                         | TV Globo      |
| 1972    | A Patota                                 | Regina                        |                                         | TV Globo      |
| 1973    | Carinhoso                                | Leda Maria                    |                                         | TV Globo      |
| 1973    | O Semideus                               | Beatriz                       |                                         | TV Globo      |
| 1974    | Supermanoela                             | Raquel                        |                                         | TV Globo      |
| 1975    | Helena                                   | Helena                        |                                         | TV Globo      |
| 1975    | Senhora                                  | Maria Seixas (Mariquinhas)    |                                         | TV Globo      |
| 1976    | O Feijão e o Sonho                       | Creuza                        |                                         | TV Globo      |
| 1976    | Despedida de Casado                      | Efigênia                      | Novela censurada                        | TV Globo      |
| 1977    | Nina                                     | Chiquinha                     |                                         | TV Globo      |
| 1978    | Sítio do Pica-Pau Amarelo                | Ariadne                       | Episódio: "O Minotauro"                 | TV Globo      |
| 1978    | Pecado Rasgado                           | Elizabete (Betinha)           |                                         | TV Globo      |
| 1979    | Os Gigantes                              | Maria Lúcia                   |                                         | TV Globo      |
| 1979    | Malu Mulher                              | Mulher de Amorim              |                                         | TV Globo      |
| 1980    | Plumas e Paetês                          | Vera Lúcia (Veroca)           |                                         | TV Globo      |
| 1981    | Amizade Colorida                         | Mônica                        | Episódio: "Barriga"                     | TV Globo      |
| 1981    | Jogo da Vida                             | Clarita                       |                                         | TV Globo      |
| 1982    | Final Feliz                              | Yolanda                       |                                         | TV Globo      |
| 1983    | Eu Prometo                               | Cássia Romani                 |                                         | TV Globo      |
| 1984    | Partido Alto                             | Adriana Pinheiro              |                                         | TV Globo      |
| 1985    | Ti Ti Ti                                 | Nicole de Souza               |                                         | TV Globo      |
| 1986    | Anos Dourados                            | Vitória                       |                                         | TV Globo      |
| 1986    | Hipertensão                              | Beatriz                       |                                         | TV Globo      |
| 1989    | Kananga do Japão                         | Dayse                         |                                         | Rede Manchete |
| 1990    | Barriga de Aluguel                       | Moema Paranhos                |                                         | TV Globo      |
| 1991    | Amazônia                                 | Maria Rabuda                  |                                         | Rede Manchete |
| 1993    | Guerra sem Fim                           | Lili Marlene                  |                                         | Rede Manchete |
| 1993    | Contos de Verão                          | Nádia                         |                                         | TV Globo      |
| 1994    | Tropicaliente                            | Isabel                        |                                         | TV Globo      |
| 1995    | Engraçadinha: Seus Amores e Seus Pecados | Mulher no parto de Duval      |                                         | TV Globo      |
| 1995    | Irmãos Coragem                           | Maria Clara                   |                                         | TV Globo      |
| 1995    | Você Decide                              | —                             | Episódio: "A Herança"                   | TV Globo      |
| 1995    | Malhação                                 | Tulê Berná                    | Participação                            | TV Globo      |
| 1996    | O Fim do Mundo                           | Fátima Badaró (Fafá)          |                                         | TV Globo      |
| 1998–99 | Mulher                                   | Enfª. Telma                   |                                         | TV Globo      |
| 1998    | Xuxa Especial: Uma Carta para Deus       | Carmem                        | Especial de fim de ano                  | TV Globo      |
| 1998    | Didi Malasarte                           | Tônia                         | Especial de fim de ano                  | TV Globo      |
| 1999    | Malhação                                 | Luzia                         | Participação                            | TV Globo      |
| 2000    | Você Decide                              | Cidinha                       | Episódio: "A Viagem"                    | TV Globo      |
| 2000    | O Cravo e a Rosa                         | Dra. Hildegard Beltrão        | Episódios: "6 de dezembro–5 de janeiro" | TV Globo      |
| 2001    | Brava Gente                              | Isaura                        | Episódio: "O Comprador de Fazendas"     | TV Globo      |
| 2004    | Metamorphoses                            | Bel                           |                                         | RecordTV      |
| 2004    | A Diarista                               | Edna                          | Episódio: "Fama, Mesa e Banho"          | TV Globo      |
| 2005    | Começar de Novo                          | Ítala Magnani                 | Episódios: "1 de março–12 de abril"     | TV Globo      |
| 2005    | A Diarista                               | Silvia                        | Episódio: "Um Batoque de Classe"        | TV Globo      |
| 2006    | A Grande Família                         | Marlene Maria Palmeira        | Episódio: "A Mãe de Meu Melhor Amigo"   | TV Globo      |
| 2006    | Carga Pesada                             | Juçara                        | Episódio: "Mata o véio, Mata!"          | TV Globo      |
| 2007    | Toma Lá, Dá Cá                           | Léa Lúcia                     | Episódio: "O Sequestro"                 | TV Globo      |
| 2007    | Sob Nova Direção                         | Berta                         |                                         | TV Globo      |
| 2010    | Uma Rosa com Amor                        | Joana Camargo (Joana Carioca) |                                         | SBT           |
| 2013    | Joia Rara                                | Nair                          | Episódios: "23–24 de outubro"           | TV Globo      |
| 2015    | República do Peru                        | Armênia (Memê)                |                                         | TV Brasil     |

### Cinema
| Ano  | Título                              | Personagem         |
| ---- | ----------------------------------- | ------------------ |
| 1965 | Um Ramo para Luísa                  | Celinha            |
| 1968 | O Homem Nu                          | Menina no sofá     |
| 1970 | Pais Quadrados... Filhos Avançados! | Duda               |
| 1970 | Estranho Triângulo                  | Namorada de Durval |
| 1974 | Nas Garras da Sedução               | Márcia             |
| 1975 | O Homem da Cabeça de Ouro           | Luísa              |
| 1980 | Fêmeas Violentadas, Tortura Cruel   | Viviane            |
| 1982 | Tem Piranha no Aquário              | Lucinha            |
| 1989 | Lua Cheia                           | Lia                |
| 1996 | Fica Comigo                         | Marly              |
| 2004 | Bendito Fruto                       | Telma              |
| 2005 | Quase Dois Irmãos                   | Mãe de Juliana     |
| 2016 | Só pelo Amor Vale a Vida            | —                  |

## Teatro
| Ano  | Título                                 | Personagem    | Direção                |
| ---- | -------------------------------------- | ------------- | ---------------------- |
| 1967 | Família Até Certo Ponto                | Frankie       | Antonio de Cabo        |
| 1967 | Deus Lhe Pague                         | Maria         | Antonio de Cabo        |
| 1967 | Pluft, o Fantasminha                   | Maribel       | Maria Clara Machado    |
| 1968 | Quarenta Quilates                      | Aniick        | João Bithencourt       |
| 1970 | Toda Donzela Tem Um Pai Que é Uma Fera | Daisy         | Oswaldo Loureiro       |
| 1971 | Os Últimos                             | —             | Carlos Murtinho        |
| 1974 | A Teoria na Prática é a Outra          | Lulu          | Antonio Pedro Borges   |
| 1977 | As Mimosas                             | —             | Klauss Vianna          |
| 1978 | Era Uma Vez nos Anos 50                | Ana Maria     | Domingos de Oliveira   |
| 1979 | Sinal de Vida                          | —             | Marcos Paulo           |
| 1984 | Maria, Maria, Maria                    | Maria         | Oswaldo Loureiro       |
| 1986 | O Que o Mordomo Viu                    | Mrs. Prentice | Flávio Rangel          |
| 1988 | Quem Programa Ação Computa Confusão    | —             | Atílio Riccó           |
| 1989 | Brasileiras e Brasileiros              | —             | Cecil Thiré            |
| 1995 | Cheiro de Mulher                       | —             | Cláudio Torres Gonzaga |
| 1996 | As Lobas                               | Amélia        | Antônio Pedro          |

## Prêmios e indicações
| Ano  | Premiação                               | Categoria                 | Nomeação       | Resultado | Ref    |
| ---- | --------------------------------------- | ------------------------- | -------------- | --------- | ------ |
| 1971 | Troféu Imprensa                         | Melhor Revelação Feminina | Irmãos Coragem | Indicada  |        |
| 2004 | Grande Prêmio do Cinema Brasileiro      | Melhor Atriz Coadjuvante  | Bendito Fruto  | Indicada  |        |
| 2004 | Troféu Candango do Festival de Brasília | Melhor Atriz Coadjuvante  | Bendito Fruto  | Venceu    |        |
| 2013 | Troféu Top of Business                  | Conjunto da Obra          | Homenagem      | Venceu    | [ 10 ] |